# Vladimír Homola (geolog)
Vladimír Homola (24. února 1922, Zvolen – 17. srpna 2014, Ústí nad Labem) byl hydrogeolog, vysokoškolský pedagog (profesor geologie) a odborný publicista. Známý a v odborných kruzích uznávaný odborník v oblasti české hydrogeologie.

## Životopis
Vladimír Homola se narodil 24. února 1922 ve Zvolenu, ale rodina se záhy přestěhovala do Brna, kde prožil téměř celé útlé mládí. Koncem 20. let 20. století se spolu s rodiči přestěhoval do Prahy. (V Praze získal celé své základní vzdělání.) S rodiči jako dítě navštívil prakticky všechny tehdejší zpřístupněné jeskyně na našem území a to včetně lokalit v Moravském krasu. (Tady některé akce organizoval Karel Absolon.)

### Speleologie
Jeskyně mladého Homolu zaujaly a zájem o speleologii jej přivedl později ke studiu geologie. Od svých šestnácti let (a dále v posledních letech středoškolského studia) doprovázel Jaroslava Petrboka i při jeho výzkumech v Českém krasu jako fyzicky zdatný pomocník („kopáč“) a později i pro Petrboka dokumentoval a mapoval některé jeskyně.
Deset let se věnoval krasové problematice a to jako účastník výzkumů v Českém krasu a od konce 30. let 20. století se příležitostně účastnil prací v Moravském krasu. Výzkumy v Českém krasu byly vedeny kvartérním geologem, paleontologem, speleologem a archeologem Jaroslavem Petrbokem; výzkumy v Moravském krasu vedl moravský krasový badatel profesor Karel Vítězslav Absolon – velká postava evropské archeologie první poloviny 20. století. Homola pracoval v Moravském krasu nejen se skupinou Karla Absolona, ale později i s dalšími badateli. Kromě toho Vladimír Homola organizoval i svoje vlastní jeskyňářské výzkumy a to nejen v Českém krasu, ale i v jiných jeskyních lokalizovaných v dalších krasových oblastech.

### Studia a speleologie na Berounsku
Střední školu ukončil v roce 1940 a poté nastoupil jako účetní do stavební firmy v Milovicích a později v Praze. Během druhé světové války se Vladimír Homola soustředil na krasový průzkum Českého krasu na Berounsku v okolí Srbska, Tetína a Koněprus.
V květnu 1942 založil Homola spolu s dalšími nadšenci tzv. Jeskynní sekci Barrandien. Tato aktivní speleologická, nikde oficiálně neregistrovaná, skupina prováděla jeskyňářské práce ve většině krasových území Čech. Do odboru Klubu českých turistů (KČT) Praha XV byla skupina přičleněna v roce 1944 a dlužno dodat, že sehrála významnou roli v počátcích vzniku organizované speleologie v Československu po druhé světové válce. Skupina zanikla v roce 1949, ale do té doby fungovala podle Homolova pracovního řádu.
Pro potřeby Státního archeologického ústavu a Úřadu pro ochranu přírody zpracoval Vladimír Homola v roce 1943 první systematickou evidenci krasových objektů v Českém krasu. V této evidenci byla celá sledovaná oblast rozdělena do tzv. jeskynních skupin a krasové objekty v těchto skupinách byly pak dále označeny na základě jednotného číselného systému. Propracovanost a logika tohoto systému přežila jen s drobnými úpravami až do současnosti.
U profesora geologie české Karlovy univerzity a báňského odborníka Radima Kettnera se Homola vzdělával na soukromých (neveřejných) lekcích. Studium geologie na Přírodovědecké fakultě Univerzity Karlovy v Praze ukončil Homola na jaře 1947 a následně se (od roku 1947, po dosažení doktorátu) stal odborným asistentem Ústavu pro geologii a paleontologii Univerzity Karlovy.
„Jeskyňářské“ období Homolova života začalo na začátku 50. let 20. století „slábnout“. Sice ještě po nějakou dobu publikoval své práce s krasovou tematikou, ale jeho aktivity se postupně přesunuly spíše do oblasti geologie a stratigrafie vápencových oblastí Československa.

### Praxe po roce 1951
Do nově založeného resortního Výzkumného ústavu naftového v Brně přešel Homola v pololetí roku 1951 a tady se zabýval (ve funkci vedoucího základního výzkumu) problematikou opěrných vrtů, které byly hloubeny ve vnitrohorských pánvích Západních Karpat v rozmezí let 1952 až 1955. Působil při sledování a měření režimů podzemních vod a zabýval se sledováním stavu nezlikvidovaných průzkumných vrtů.

#### Padagogické působení
Jako externí přednášející se během své činnosti v Brně věnoval pedagogické činnosti na Přírodovědecké fakultě Masarykovy univerzity v Brně a od roku 1953 rovněž externě přednášel na Vysoké škole báňské (VŠB) v Ostravě. V roce 1962 byl jmenován profesorem. Řádným docentem se stal v roce 1956 na Hornicko–geologické fakultě Vysoké školy báňské v Ostravě. Tady přednášel na Katedře geologie a paleontologie (v letech 1962 až 1990) následující předměty: Všeobecná a strukturní geologie, Hydrogeologie a Geologie ložisek ropy a plynu. Za skoro 30 let pedagogického působení mu prošly rukama desítky tuzemských a zahraničních geologů a hydrogeologů, dělal školitele řadě vědeckých aspirantů a podílel se na práci komise pro obhajoby kandidátských a doktorských disertací v oboru hydrogeologie.

#### Odborná činnost
Vladimír Homola se zabýval (kromě práce pedagogické) i činnostmi v přímé souvislosti s výzkumnými programy Vysoké školy báňské. Jednalo se především o základní geologické mapování a to zejména v moravské části moldanubické zóny Českého masivu (jihozápadní a jižní část, v povodí Vltavy a Dunaje). Metodicky vedl a vyhodnocoval výsledky hydrogeologických průzkumů ložisek nerostných surovin se zaměřením na zdroje podzemních vod. V návaznosti na projekty hornických prací Mostecké uhelné, a.s. spolupracoval od roku 1961 na řešení hydrogeologických úloh v Teplicích v Čechách. V letech 1965 až 1989 byl Homola členem Subkomise pro schvalování zásob podzemních vod při Předsednictvu vlády ČSSR. Jako člen této subkomise oponoval v letech 1979 až 1984 závěrečné zprávy hydrogeologického průzkumu Konicko-mladečského krasu. (V letech 1967 až 1990 byl Homola členem Stálé komise pro klasifikaci zásob podzemních vod.)
Pracoval také jako soudní znalec (od roku 1982) v následujících oborech: geologie, těžba, specializace hydrogeologie (zkráceně: geologie-těžba-hydrogeologie). V letech 1988 až 1989 vystupoval jako znalec při rozhodování o omezování těžby vápence v lomu Skalka a při ochraně vodního zdroje Čerlinka.

#### Publikační činnost, posudky, výzkumné zprávy
Působil v redakčních radách několika odborných časopisů, byl autorem více než 84 publikací a sedmi vysokoškolských učebních textů. Vypracoval více než 130 expertíz, soudních znaleckých posudků projektů a výzkumných zpráv.

#### Ocenění, vyznamenání, členství ve vědeckých společnostech
Byl nositelem řady ocenění (Cena Oty Hynie v roce 2001) a vyznamenání (Zlatá medaile Přírodovědecké fakulty Univerzity Komenského v Bratislavě a VŠB v Ostravě). Současně byl též členem významných odborných vědeckých společností.

### Závěr
S odstupem času je Vladimír Homola ceněn především coby vynikající hydrogeolog. Této specializaci se dále věnoval ještě dlouho po svém odchodu (v roce 1990) do starobního důchodu coby aktivní spolupracovník Institutu geologického inženýrství HGF Vysoké školy báňské – Technické univerzity v Ostravě. Tady působil jako vedoucí diplomových prací posluchačů a odborný konzultant. Mezi jeho poslední hydrogeologické aktivity patřilo řešení problematiky ochrany zdrojů podzemních vod v oblasti ostravské aglomerace. (Ve vybraných oblastech Ostravska systematicky sledoval režim podzemních vod.)
Vladimír Homola zemřel 17. srpna 2014 ve věku 92 let v Ústí nad Labem.

Učitelé a spolupracovníci
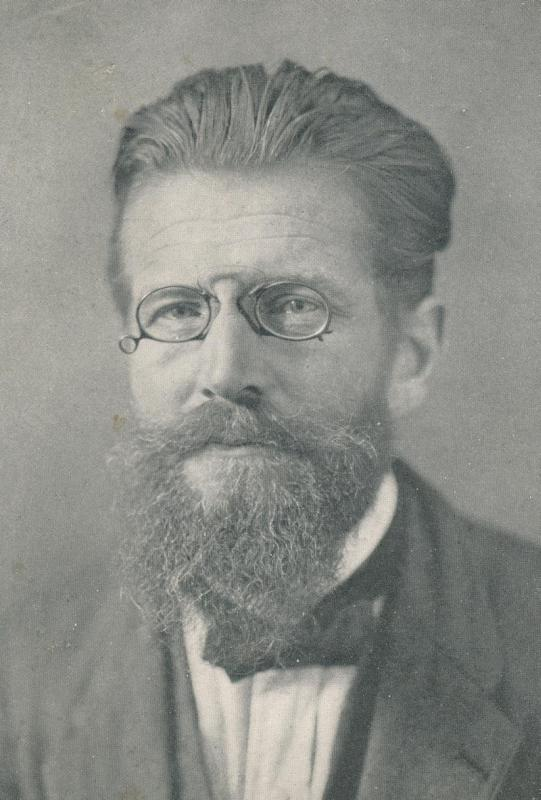
Jaroslav Petrbok
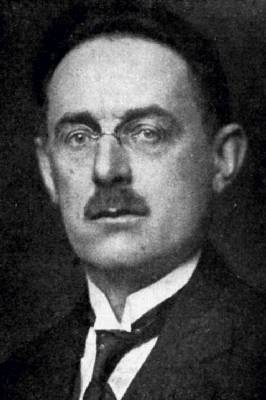
Karel Absolon
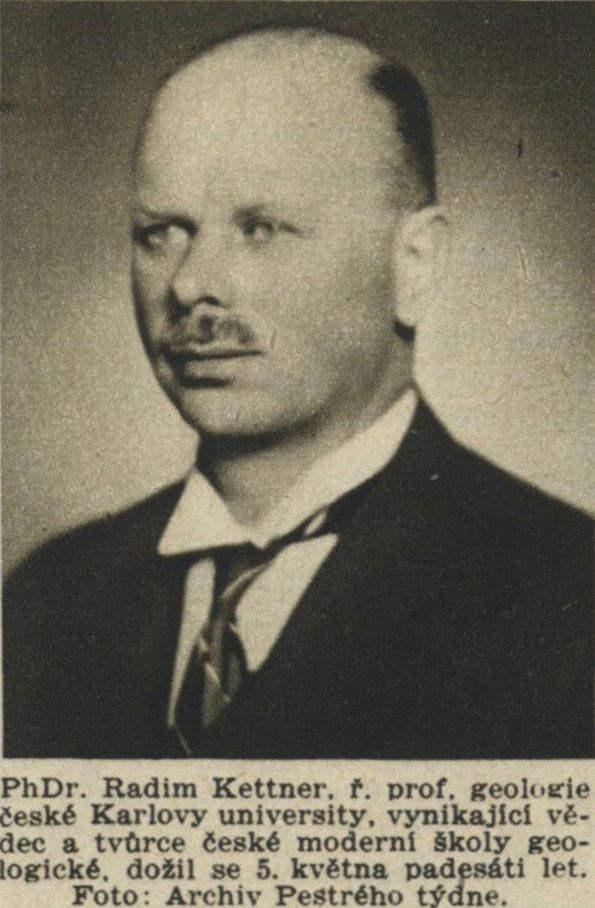
Radim Kettner